# Etienne De Beule
Etienne De Beule (Hamme, 20 november 1953 – Gent, 10 juni 2023) was een Belgisch wielrenner.

## Carrière
De Beule behaalde tal van kleinere overwinningen en nam eenmaal deel aan de Ronde van Frankrijk die hij als 131e afsloot en eenmaal aan de Ronde van Italië die hij als 139e afsloot. Hij reed ook nog een aantal klassiekers met als beste resultaat de Ronde van Vlaanderen van 1985 waar hij 18e werd. Zijn bekendste resultaat was echter dat van Milaan-San Remo in 1980, waarbij hij voor de Poggio zich na een lange ontsnapping met een grote voorsprong liet inhalen. Dit op bevel van zijn sportdirecteur Lomme Driessens, die liever de kopman Roger De Vlaeminck zag winnen. De wedstrijd werd uiteindelijk gewonnen door Pierino Gavazzi.

## Erelijst
1975
- Brussel-Opwijk
- 1e etappe Circuit Franco-Belge
- Internatie Reningelst
- Gent-Wervik

1976
- Baasrode
- Seraing-Aachen-Seraing
- Grote Prijs van ´t Heiken Ereprijs material
- Algemeen klassement Ronde van de Kempen
- Gent-Wervik

1977
- Maldegem

1980
- De Pinte

1981
- Deinze

1982
- Beveren-Waas

1983
- Duffel
- Omloop Schelde-Durme

1984
- Wezembeek-Oppem

1985
- Wommelgem

1986
- Buggenhout

1987
- Booischot
- Laarne

## Resultaten in de voornaamste wedstrijden
| Jaar | Ronde van Italië | Ronde van Frankrijk | Ronde van Spanje |
| ---- | ---------------- | ------------------- | ---------------- |
| 1980 | opgave           |                     |                  |
| 1981 |                  |                     |                  |
| 1982 |                  |                     |                  |
| 1983 | 139e             |                     |                  |
| 1984 |                  |                     |                  |
| 1985 |                  | 131e                |                  |

| Jaar | Milaan-San Remo | Ronde van Vlaanderen | Parijs-Roubaix |
| ---- | --------------- | -------------------- | -------------- |
| 1980 | 77e             |                      |                |
| 1981 |                 |                      |                |
| 1982 | 66e             | 44e                  | 39e            |
| 1983 |                 |                      |                |
| 1984 |                 |                      |                |
| 1985 |                 | 18e                  |                |

## Familie
Etienne De Beule is de vader van voetballer Davy De Beule.
Wielerploegen van Etienne De Beule
Bal ·
Berckmans ·
Borguet ·
Bruyère ·
De Beule ·
Deschoenmaecker ·
Delcroix ·
Draux ·
Huysmans ·
Janssens ·
Kaye ·
Lievens ·
Merckx ·
Mintjens ·
Rottiers ·
Spruyt ·
Swerts ·
Van Looy ·
Van Schil
Bal ·
Bouloux ·
Bruyère ·
De Beule ·
Deschoenmaecker ·
Delcroix ·
Draux ·
Huysmans ·
Janssens ·
Martin ·
Merckx ·
Mintjens ·
Molinéris ·
Rottiers ·
Sercu · 
Swerts
Bruyère ·
De Beule ·
Deschoenmaecker ·
Dillen ·
Janssens ·
Laurens ·
Loos ·
Martens ·
Martin ·
Merckx (tot 17/05) ·
Mintkiewicz ·
Walter Planckaert ·
Willy Planckaert ·
Schepers ·
Van Calster · 
F. Van Impe ·
L. Van Impe
Algeri ·
Bossant ·
De Beule ·
De Cnijf ·
De Meyer ·
De Vlaeminck (tot 30/09) ·
De Wolf ·
Devos (vanaf 01/07) ·
Frijns ·
A. van Houwelingen ·
J. van Houwelingen ·
van Katwijk ·
Van Der Auwera ·
Van Tielcke ·
Van Vlierberghe ·
Vanhaerens · 

Versluys (vanaf 01/09) 
Beysens ·
Bogaert ·
Cuypers ·
De Beule ·
De Gendt ·
Desaever ·
Deschoenmaecker ·
De Wolf ·
Govaerts ·
van Houwelingen ·
den Hertog ·
Liboton ·
Luyten ·
Pollentier ·
Van De Poel ·
Van Roosbroeck ·
Van Looy ·
Verstraete ·
Verstraeten
Appeldoorn · 
Bogaert · 
Daems · 
De Beule · 
De Cnijf · 
Jonkers · 
Krikilion · 
Nevels · 
Nieuwdorp · 
Rossel · 
Smit · 
Tak · 
van Vlimmeren · 
Verleyen · 
Wekema